# Lorenzo di Piero de’ Medici

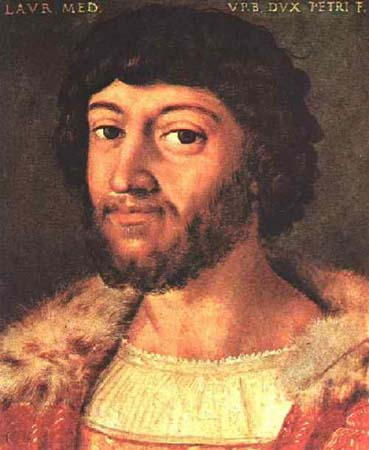
Lorenzo di Piero de’ Medici, Herzog von Urbino

Lorenzo di Piero de’ Medici (* 12. September 1492 in Florenz; † 4. Mai 1519 in der Villa Medici von Careggi) entstammte der einflussreichen Florentiner Familie Medici. Er war von 1513 bis zu seinem Tod inoffizieller Herrscher von Florenz und ab 1516 Herzog von Urbino.

## Leben

### Exilzeit der Medici (1494–1512)
Lorenzo wurde in Florenz als Sohn von Piero di Lorenzo de’ Medici und Alfonsina Orsini geboren. Somit war er ein Enkel Lorenzos des Prächtigen. In den Jahren ab 1494 war er gemeinsam mit seiner Familie im Exil, ab Ende 1503 väterlicherseits verwaist und erst ab 1512 eine beachtenswerte Figur der Politik.

### Nepot Papst Leos X. (1513–1519)
Nach der Rückkehr der Medici nach Florenz war es zunächst an dem Onkel Giuliano di Lorenzo de’ Medici, die Geschicke zu führen und in der Vaterstadt als Arm des im März 1513 gewählten Papst Leo X. de’ Medici zu wirken. Die gesundheitliche Hinfälligkeit von Giuliano verhalf Lorenzo jedoch zu der Position des dynastischen und politischen Hoffnungsträgers seiner Familie. Spätestens der Tod des Onkels im Frühjahr 1516 stellte ihn entsprechend auf.
Lorenzo wurde nach dem Tod des Onkels das Werk Der Fürst von Niccolò Machiavelli gewidmet. Unstrittiger Grund war die Suche der Familie nach Nepotenbesitzungen, insoweit sie zu Ausführungen über Herrschaftstechniken einlud.
Als Franz I. von Frankreich im Sommer 1515 die französische Macht nach Italien zurückführte, stand Lorenzo nach seiner Ernennung vom 12. August des Jahres der Streitmacht der Florentiner vor. Gegen den König zog er jedoch nicht zu Felde, da Leo X. den Waffengang nicht wagte bzw. in seiner Zugehörigkeit zu der gegen die Franzosen gebildeten Liga wankte: In den Tagen vor der entscheidenden Schlacht von Marignano stand Lorenzo in Piacenza.
Da Leo X. sich spätestens im Zuge der Verhandlungen von Bologna vom Dezember 1515 mit dem König von Frankreich arrangierte, konnte Lorenzo auf den Erwerb einer Herrschaft mit französischer Waffenhilfe hoffen. Opfer war der Herzog von Urbino, Francesco Maria I. della Rovere, der durch die Verweigerung der päpstlichen Heerfolge den letzten Vorwand zu seiner lehensrechtlichen Privation gegeben hatte.
Nach der Aberkennung des Herzogtums wich della Rovere im Sommer 1516 rasch, so dass Lorenzo mit einem ersten Aufzug gegen Urbino rasch triumphierte und am 17. August seinerseits belehnt wurde. Allerdings kehrte der alte Herzog im Februar 1517 aus seinem mantuanischen Exil zurück und ließ die Medici bis zum September 1517 bangen, da er mit spanischen Söldnern und überlegenener Kriegstauglichkeit den Papstneffen demütigte. Außerdem erlitt Lorenzo am 29. Mai 1517 bei einem Gefecht bei Mondolfo, einem Platz in der Romagna, eine Kopfverwundung durch einen Arkebusenschuss.

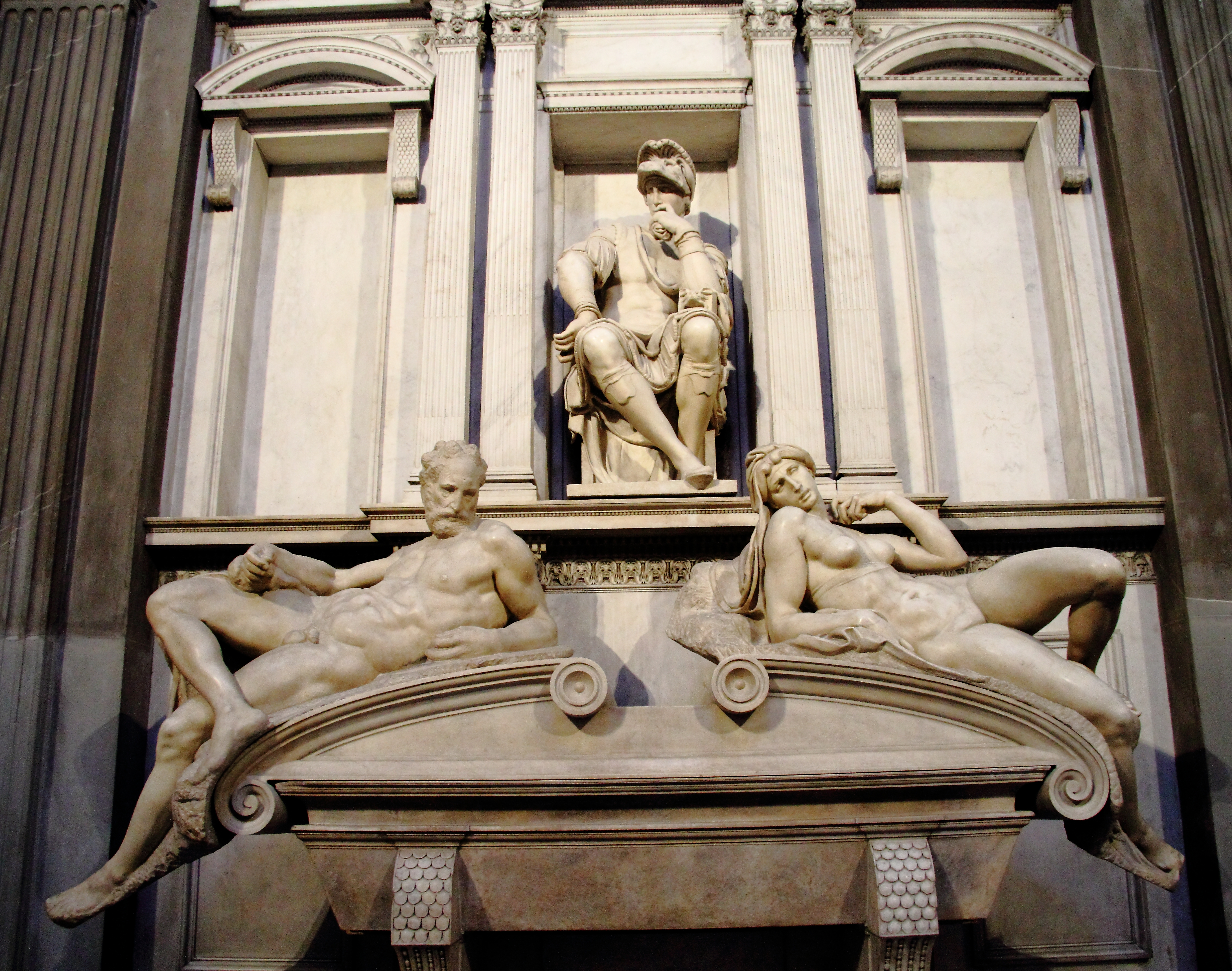
Grabmal Lorenzos von Michelangelo (um 1530)

Der Versicherung des französischen Bündnisses diente die Verbindung mit Madeleine de La Tour, Tochter von Jean de La Tour, Graf von Auvergne, und Jeanne de Bourbon. Aufgebrochen aus Florenz am 22. März 1518, heiratete Lorenzo die Grafentochter im Mai des Jahres in Amboise. Die Rückkunft fiel auf den 7. September.
Gleichwohl löste der Tod die Bande bald auf: Madeleine starb im April 1519 nach der Geburt ihrer Tochter Caterina, der späteren Königin von Frankreich. Lorenzo starb kaum zwei Wochen später, am 4. Mai, nach einer Tortur von Aderlässen und einem Allerlei von Behandlungsversuchen. Seine Grabstätte befand sich seit ihrer auf den Todesfall folgenden Herrichtung durch Michelangelo in der Medici-Kapelle der Basilica di San Lorenzo in Florenz.